# Kathedraal van Kars
De Kathedraal van Kars, ook bekend onder de naam Kerk van de Heilige Apostelen (Armeens: Սուրբ Առաքելոց եկեղեցի) of Kümbet Moskee (Turks: Kümbet Camii) is een oorspronkelijk Armeense kerk uit de 10e eeuw in de Oost-Turkse stad Kars.

## Geschiedenis

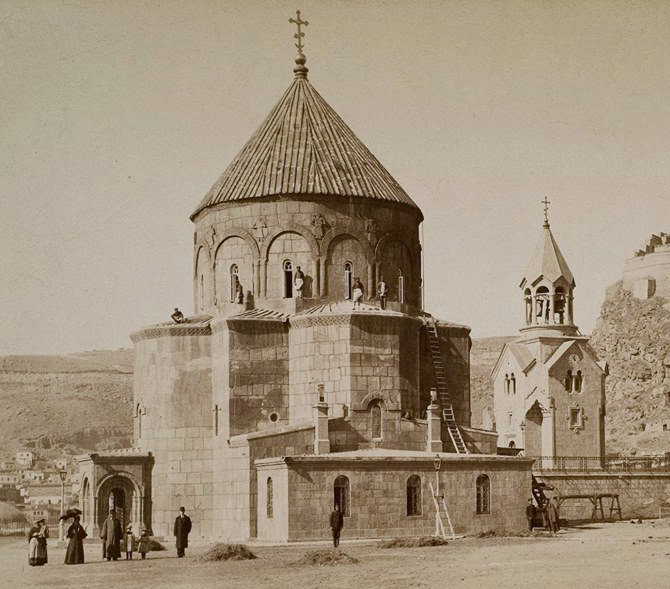
De kerk met een kruis op de toren en een niet meer bestaande klokkentoren (eind 19e eeuw)

De kathedraal werd voltooid in het midden van de jaren 940, toen Kars deel uitmaakte van het Bagratidische Armenië en koning Abas I van Kars zijn versterkte hoofdstad maakte. De kerk bevond zich in de provincie Ayrarat, het historische Armenië, en diende als kathedraal van de Armeens-Apostolische Kerk. Aangezien de reliëfs van de apostelen de tamboer van de kerk sierden, werd het gebouw de Kerk van de Heilige Apostelen genoemd.
Onmiddellijk na de verovering van het gebied in 1064 veranderden de Seltsjoeken het gebouw in een moskee. Na hun terugtocht in de elfde eeuw kreeg de kerk de oorspronkelijke bestemming terug, maar in 1579 werd de kerk opnieuw veranderd in een moskee, ditmaal door de Ottomaanse Turken die het westelijke deel van Armenië bezetten. Tot de Russisch-Turkse Oorlog (1877-1878) zou de kerk een moskee blijven.
Met de verovering van het gebied door Rusland in 1877 kreeg het gebouw zijn christelijke bestemming terug. De kerk werd een Russisch-orthodox kerkgebouw en kreeg een iconostase. Aan de oostelijke zijde werd de kerk onttrokken aan het oog door de bouw van een sacristie. In 1918 wisten de Turken Kars te heroveren op de Russen en werd de kerk opnieuw een moskee.
Na de aftocht van de Turken uit Kars in 1919 behoorde de stad tot de eerste Republiek van Armenië en diende de kathedraal voor het eerst weer sinds 1579 als Armeense kerk. Toen de Turken in 1920 de stad opnieuw innamen, werd de kerk weer een moskee. De gemeente Kars verwierf het gebouw, nadat de kemalistische regering het kerkgebouw te koop had gezet. Plannen van de gemeente om de kathedraal te slopen en er een school te bouwen werden nooit uitgevoerd. In de jaren 1950 werd de kathedraal gebruikt als een depot voor de opslag van petroleum. In de periode 1969-1980 deed het gebouw dienst als museum voor archeologische vondsten uit de regio.
Het museum werd gesloten in 1980 en de kerk bleef leeg staan, totdat de kerk in 1993 weer een moskee werd.